# فرانسیسکو کابانیاس
فرانسیسکو کابانیاس (اسپانیایی: Francisco Cabañas‎; ۲۲ ژانویهٔ ۱۹۱۲ – ۲۶ ژانویهٔ ۲۰۰۲) بوکسور اهل مکزیک بود.